# Губанов, Андрей Васильевич
Андрей Васильевич Губанов (15 января 1994) — российский футболист, полузащитник.

## Биография
Воспитанник футбольной школы московского «Спартака». В 2011 году в составе красно-белых стал победителем первенства России среди игроков 1994 года рождения.
Зимой 2011/12 перешёл в подольский «Витязь», но в первом сезоне выступал только за его молодёжную команду в любительских соревнованиях. В первенстве ПФЛ дебютировал 16 июля 2012 года в матче против «Факела». Всего за подольский клуб сыграл пять неполных матчей и уже в феврале 2013 года покинул клуб. В сезоне 2013/14 футболист выступал за «Биолог-Новокубанск» в южной зоне второго дивизиона.
Весной 2016 года перешёл в молдавский клуб «Сперанца» (Ниспорены). Дебютный матч в чемпионате Молдавии сыграл 12 марта 2016 года против «Саксана». Всего за «Сперанцу» сыграл 20 матчей в чемпионате страны — пять в первом сезоне и 15 — во втором. В межсезонье 2017 года покинул команду. В конце августа 2017 года перебрался в «Анжи-Юниор», за который дебютировал 17 сентября в домашнем матче против клуба «Лада-Тольятти», выйдя на замену на 67-й минуте вместо Андрея Бежонова.